# Elytropappus
 Elytropappus  Cass., 1816 è un genere di piante angiosperme dicotiledoni della famiglia delle Asteraceae (sottofamiglia Asteroideae, tribù Gnaphalieae e sottotribù Gnaphaliinae).

## Etimologia
Il nome del genere deriva da due parole greche "elytron" (= guaina, copertura) e "pappos" (= peluria) e si riferisce alle brattee soffici.
Il nome scientifico del genere è stato definito dal botanico Alexandre Henri Gabriel de Cassini (1781-1832) nella pubblicazione "Bulletin des Sciences, par la Société Philomatique" ( Bull. Sci. Soc. Philom. Paris 1816: 199) del 1816.

## Descrizione
Habitus. Le specie di questo genere hanno un habitus di tipo arbustivo. I cauli di queste piante sono provvisti del floema, ma non di canali resiniferi; mentre i sesquiterpeni lattoni sono normalmente assenti (piante senza lattice). Sia i rami che le foglie sono ghiandolari e aromatiche.
Fusto. La parte aerea in genere è eretta, ramosa e legnosa. Altezza media: 0,8 metri.
Foglie. Le foglie in genere sono disposte in modo alternato e sono quasi sempre sessili. La lamina è intera, piatta o contorta, piccola di tipo ericoide con forme generalmente strette; i margini sono continui. La superficie è sparsamente tomentosa o lanosa (in particolare quella adassiale) per ghiandole peduncolate.
Infiorescenza. Le sinflorescenze sono sia scapose che composte da diversi capolini raccolti in formazioni corimbose dense. Le infiorescenze vere e proprie sono formate da un capolino terminale peduncolato di tipo discoide (con fiori omogami). I capolini sono formati da un involucro, con forme da globose o subglobose, composto da diverse brattee, al cui interno un ricettacolo fa da base ai fiori. Le brattee, pelose a consistenza cartilaginea, sono disposte in modo più o meno embricato su più serie e possono essere connate alla base (strati di stereoma indiviso);  talora possono avere un margine ialino. Il ricettacolo è nudo ossia senza pagliette a protezione della base dei fiori; la forma è piatta (o subconica).
Fiori.  I fiori (da 2 a 6 per capolino) sono tetra-ciclici (formati cioè da 4 verticilli: calice – corolla – androceo – gineceo) e pentameri (calice e corolla formati da 5 elementi). Sono inoltre tubulosi, attinomorfi e si distinguono in:
- fiori del disco esterni: sono assenti;
- fiori del disco centrali: sono ermafroditi.

In questo gruppo di piante i fiori radiati (ligulati o del raggio) sono assenti; a volte sono confusi con i fiori femminili (tubulosi) del disco esterno più o meno sub-zigomorfi con un lembo piatto e possono essere interpretati come fiori del raggio.
- Formula fiorale:

*/x K {\displaystyle \infty }, [C (5), A (5)], G 2 (infero), achenio
- Calice: i sepali del calice sono ridotti ad una coroncina di squame.
- Corolla: la forma della corolla normalmente è tubolare con 5 lobi (raramente 4); i lobi hanno una forma deltata e sono patenti. Il colore della corolla varia da porpora a bianco o crema.
- Androceo: l'androceo è formato da 5 stami sorretti da filamenti generalmente liberi; gli stami sono connati e formano un manicotto circondante lo stilo; le teche (produttrici del polline) sono prive di sperone, ma hanno la coda (una sola); le appendici apicali delle antere hanno delle forme piatte; il tessuto endoteciale (rivestimento interno dell'antera) è quasi sempre polarizzato (con due superfici distinte: una verso l'esterno e una verso l'interno). Il polline è di tipo echinato (con punte sporgenti) a forma sferica è formato inoltre da due strati di ectesine, mentre lo strato basale è spesso e regolarmente perforato (tipo “gnafaloide”).[7]
- Gineceo: l'ovario è infero uniloculare formato da 2 carpelli. Lo stilo (il recettore del polline) è intero o biforcato con due stigmi nella parte apicale. Gli stigmi hanno una forma troncata; possono essere ricoperti da minute papille o avere dei penicilli apicali. Le superfici stigmatiche sono separate. I nettari sono assenti.[7]
- Antesi: principalmente da febbraio ad aprile o da settembre a dicembre.

Frutti. I frutti sono degli acheni con pappo. Gli acheni sono piccoli a forma ellissoide o affusolata con un anello ben sviluppato; la superficie è glabra; il pericarpo può essere percorso longitudinalmente da alcuni fasci vascolari. Il pappo in genere ridotto, è formato da 12 - 21 setole capillari (piumose o barbate nella parte superiore) basalmente connate (fuse in un anello).

## Biologia
Impollinazione: l'impollinazione avviene tramite insetti (impollinazione entomogama tramite farfalle diurne e notturne).

Riproduzione: la fecondazione avviene fondamentalmente tramite l'impollinazione dei fiori (vedi sopra).

Dispersione: i semi (gli acheni) cadendo a terra sono successivamente dispersi soprattutto da insetti tipo formiche (disseminazione mirmecoria). In questo tipo di piante avviene anche un altro tipo di dispersione: zoocoria. Infatti gli uncini delle brattee dell'involucro (se presenti) si agganciano ai peli degli animali di passaggio disperdendo così anche su lunghe distanze i semi della pianta. Inoltre per merito del pappo il vento può trasportare i semi anche a distanza di alcuni chilometri (disseminazione anemocora).

## Distribuzione e habitat
Le specie di questo genere sono distribuite in Sudafrica. L'habitat preferito sono i terreni sabbiosi e rocciosi.

## Tassonomia
La famiglia di appartenenza di questa voce (Asteraceae o Compositae, nomen conservandum) probabilmente originaria del Sud America, è la più numerosa del mondo vegetale, comprende oltre 23.000 specie distribuite su 1.535 generi, oppure 22.750 specie e 1.530 generi secondo altre fonti (una delle checklist più aggiornata elenca fino a 1.679 generi). La famiglia attualmente (2021) è divisa in 16 sottofamiglie; la sottofamiglia Asteroideae è una di queste e rappresenta l'evoluzione più recente di tutta la famiglia.

### Filogenesi
Il genere di questa voce è descritto nella tribù Gnaphalieae, una delle 21 tribù della sottofamiglia Asteroideae. Da un punto di vista filogenetico, la tribù Gnaphalieae fa parte del supergruppo (o sottofamiglia) "Asteroideae grade"; l'altro è il supergruppo "Non-Asteroideae" contenente il resto delle sottofamiglie delle Asteraceae. All'interno del supergruppo è vicina alle tribù Senecioneae, Calenduleae, Astereae e Anthemideae.
La sottotribù Gnaphaliinae è caratterizzata da portamenti di vario tipo con specie ginomonoiche e monoiche, da foglie con margini interi, da capolini disciformi omogami o eterogami e raramente radiati (o subradiati), dallo stilo con rami troncati e superfici stigmatiche separate apicalmente, da acheni glabri o con tricomi allungati e pappo ridotto.
Il genere della specie di questa voce appartiene al clade Stoebe, un gruppo informale della sottotribù Gnaphaliinae che occupa una posizione centrale nell'ambito filogenetico della sottotribù.
I caratteri distintivi del genere  Elytropappus sono:
- in queste piante le ghiandole sono cospicue e peduncolate (foglie con tricomi ghiandolari);
- i capolini contengono due o più fiori;
- le brattee dell'involucro sono cartilaginose;
- i fiori del disco sono bianchi con lobi patenti;
- le piante sono aromatiche.

### Elenco delle specie
Questo genere ha 3 specie:
- Elytropappus aridus Koek.
- Elytropappus hispidus  (L.f.) Druce
- Elytropappus monticola  Koek.

Le specie di questo genere si distinguono per i seguenti caratteri: gli acheni hanno oppure no delle creste trasversali colorate, i capolini si dividono in due gruppi a 2 - 4 fiori e 5 - 6 fiori con diversi periodi di fioritura.